# Доротея София Нейбургская
Доротея София Пфальц-Нейбургская (нем. Dorothea Sophie von der Pfalz; 5 июля 1670 — 15 сентября 1748) — герцогиня Пармы и Пьяченцы в 1695—1727 годах. Шестая дочь Филиппа Вильгельма Пфальцского и Елизаветы Амалии Гессен-Дармштадтской. В числе её родных сестёр были королева Испании, королева Португалии и императрица Священной Римской империи.

## Биография
Рождённая во дворце родителей в Нойбурге, она была одиннадцатым ребёнком из семнадцати. Внешне Доротея София была довольно привлекательна — высокая, светловолосая и голубоглазая. В то же время, она была известна своим высокомерным, амбициозным характером и отсутствием чувства юмора.
17 сентября 1690 года состоялась её свадьба с наследным принцем Пармы Одоардо Фарнезе. Торжества по поводу их свадьбы были одними из самых пышных в истории Пармы. За три года брака супруги родили двоих детей: сына, умершего в младенчестве, и дочь Изабеллу, впоследствии ставшую королевой Испании.
Одоардо Фарнезе умер 6 сентября 1693 года, спустя всего лишь месяц после смерти их сына. А 7 декабря 1696 года Доротея София вышла замуж за сводного брата Одоардо, Франческо Фарнезе, который стал герцогом Пармы после смерти отца в 1694 году. Решение взять в жены вдову брата принял сам Франческо Фарнезе, который не хотел терять приданое Доротеи Софии в случае её брака с кем-то ещё. Второй брак герцогини остался бездетным.
Франческо умер в 1727 году, а когда в 1731 году бездетным скончался Антонио, единственный остававшийся в живых брат её супруга, герцогом Пармы стал старший внук Доротеи Софии, шестнадцатилетний сын её дочери Карл. Доротея София стала регентом и оставалась им до 1734 года, когда герцогство отошло к Австрии в результате Войны за польское наследство.
Умерла герцогиня в Парме, похоронена в соборе Санта Мария делла Стекатта.

## Официальные титулы
- 5 июля 1670 — 17 сентября 1690 Её Светлость пфальцграфиня Доротея София Нойбургская
- 17 сентября 1690 — 6 сентября 1693 Её Высочество наследная принцесса Пармы
- 6 сентября 1693 — 7 декабря 1696 Её Высочество вдовствующая наследная принцесса Пармы
- 7 декабря 1696 — 26 мая 1727 Её Высочество герцогиня Пармы
- 26 мая 1727 — 15 сентября 1748 Её Высочество вдовствующая герцогиня Пармы